# 渡邊昌
渡邊 昌（わたなべ しょう、1941年1月18日 - ）は日本の医師、病理学者、疫学者、栄養学者、公衆衛生学者。

## 人物
平城生まれ、戦後名古屋に引き揚げ、大学卒業後は病理学を専攻、アメリカ国立がん研究所 (NCI) へ留学、帰国後国立がんセンター研究所にて血液病理を専攻、同研究所の疫学部長を継ぎ、全国にまたがる厚生省多目的コホート（JHPCコホート）を建設、がん、循環器疾患予防の研究に携わる。また、情報処理委員長としてがんセンターのコンピュータ化を実行。50歳にしてメタボリックシンドロームから糖尿病になり、薬なしで食事と運動でコントロールし、食事の重要性を体感して東京農業大学農学部教授として栄養学の研究を始める。特にイソフラボンなどフィトケミカルの研究に造詣が深くFFFデータベースを作成して公開。糖尿病一時予防の司令塔を期待され、国立健康・栄養研究所理事長になり、内部の機構改革で活性化を達成。食事と運動による健康長寿を目指す研究を国立健康･栄養研究所時代から精力的に行う。肥満対策に役立つように、成人から高齢者まで男女とも1日の適正エネルギー摂取の目安として体重×0.4単位（1単位=80kcal）の式でコントロールするテーラーメイドヌトリションを提唱している。
ライフサイエンスに造詣が深く、湯川秀樹、武見太郎、佐藤栄作などが設立した社団法人生命科学振興会理事長を務めライフサイエンスを発行。また、健栄研退任後は栄養療法を中心に「医と食」を隔月に発行している。元厚生科学審議会委員、内閣府食育推進評価専門委員会前座長、食品機能表示協議会理事長などを務める。長年日米医学の委員も務め、国際的にも知人が多く、抗加齢医学会では国際委員長を務める。2013年第8回アジア太平洋臨床栄養学会 (APCCN) 会長。日本病態栄養学会常務理事、日本病理学会名誉会員、慶應義塾大学、早稲田大学、東京農業大学、同志社大学、三重大学などで客員教授。趣味は山登り、サイクリング、食べ歩きなど。山登りはヒマラヤにいったほどで現在も毎年富士山に登るのを恒例としている。

## 糖尿病との奮闘
がんセンターで働いていた頃、センターの前にステーキ屋があったため渡邊は週に5日はステーキを食べており、同じようにしていた外科医は60代で心筋梗塞で死亡し、渡邊も体重が増えついには糖尿病となった。それは53歳であり、予防医学の研究者が生活習慣病ではいけないと思い直し、食事と運動による糖尿病のコントロールに思い至った。かけこむように食べるのではなく時間を決めてゆっくりと食べ、毎日1万歩を歩き、たびたび水泳するようになると体重も落ち、自覚症状はなくなっていった。
著書に『食事と運動で糖尿病を治す』や、2004年の角川文庫から出された『糖尿病は薬なしで治せる』では、主食として玄米を推奨し、カロリーを抑えて食べ、運動をすることを提唱している。ベジタリアンである。
メデイカルライス協会
国立健康栄養研究所理事長として食育や厚生労働省の栄養摂取基準作成に協力したが、日本の医師は栄養学を系統的に学んでいないため、退任後に医師、栄養士、患者の共通プラットフォームを提供しようと隔月誌「医と食」を刊行。
８０歳を機に生命科学振興会を京都のルイパスツール医学研究所に移転、理事長も吉川敏一に移譲、ライフサイエンス、医と食の編集長も交代する。
そして玄米の研究、普及に集中し、「治未病」を目指してメデイカルライス協会を設立。農林水産省の「知の集積と活用の場」にプラットフォームを登録。腎臓病患者むけ低たんぱく質加工玄米、健康長寿をめざす有機玄米などのコンソーシアムを立ち上げている。

## 略歴
- 慶應義塾大学医学部卒業。
- 国立がんセンター研究所疫学部長。
- アメリカ国立がん研究所病理部研究員。
- 国立がんセンター研究所がん情報研究部長。
- 東京農業大学栄養科学科教授。
- 国立健康・栄養研究所理事長。
- 公益社団法人生命科学振興会　理事長。
- 医と食編集長兼発行人。
- 日本綜合医学会会長（2011年～2017年）
- APCNS http://www.iuns.org/organisations/asia-pacific-clinical-nutrition-society-apcns-2/アジア太平洋臨床栄養学会　会長（2018年～）
- 一般社団法人メデイカルライス協会理事長

## 著書
- 『食事でがんは防げる』 光文社、2004年4月23日。ISBN 978-4334974411。
- 『糖尿病は薬なしで治せる』 角川書店《角川oneテーマ21》、2004年9月10日。ISBN 978-4-04-704177-6。
- 『薬なし食事と運動で糖尿病を治す』 講談社、2005年10月。ISBN 978-4-06-259259-8。
- 『栄養学原論』 南江堂、2009年1月20日。ISBN 978-4-524-25328-9。
- 『運動療法大全』産調出版　2008年10月　監修。
- 『災害時の栄養・食糧問題』2011年。監修者の一人。
- 『医師たちが認めた玄米のエビデンス』2013年。監修。
- 『新・統合医療学』2014年。
- 『「食」で医療費は10兆円減らせる』2015年。
- 『栄養学と食事療法大事典』2016年。翻訳監修者の一人。
- 『医師たちが認めた 玄米のエビデンス』監修
- 『科学の先』現代生気論
- 最新版『糖尿病は薬なしで治せる』講談社、2017年11月